# Булулу, Лунда
Лунда Булулу (фр. Lunda Bululu; род. 15 октября 1942, Катанга) — государственный и политический деятель Демократической Республики Конго. С 1990 по 1991 год занимал должность премьер-министра Заира.

## Биография
Родился в Катанге, является профессором права. 4 мая 1990 года стал премьер-министром в переходном правительстве, когда президент Заира Мобуту Сесе Секо, правивший авторитарно с 1965 года, во второй раз отправил в отставку главу правительства Леона Кенго. В ходе общего процесса демократизации африканских государств президент Мобуту Сесе Секо был вынужден разрешить регистрацию других партий помимо «Народного движения революции». Лунда Булулу также был советником Мобуту Сесе Секо по юридическим вопросам. Позже Лунда Булулу опубликовал книгу о периоде своего пребывания в должности, срок полномочий которой истёк 1 апреля 1991 года. С 1994 по 1995 год был министром иностранных дел в правительстве Леона Кенго.
После падения режима Мобуту Сесе Секо в мае 1997 года принадлежал к повстанческой группе «Конголезское объединение за демократию», поддерживаемой Руандой и Угандой, которая воевала против президентских сил Лорана-Дезире Кабилы в восточной части ДР Конго. После серии конфликтов внутри движения потерял лидирующую позицию в 1999 году и на время уехал в Бельгию. Позже присоединился к партии «Движение за освобождение Конго». В конце 2004 года основал свою партию под названием «Объединение федералистов-социалистов». Опрос общественного мнения, опубликованный в феврале 2005 года, показал, что число его сторонников составляет 1,5 % населения.

## Работы
- Le conclusion des traités en droit constitutionnel zaïrois. Bruylant 1984.
- Conduire la première transition au Congo-Zaïre. L’Harmattan 2003. ISBN 2-7475-4850-3